# Siegersdorf bei Herberstein
Siegersdorf bei Herberstein est une ancienne commune autrichienne du district de Hartberg en Styrie.